# El cartel de la papa
El cartel de la papa es una película cómica colombiana de 2015 dirigida por Jaime Escallón Buraglia y protagonizada por Santiago Reyes, Natalia Durán, Luis Eduardo Arango, Marcela Benjumea y Carmenza Cossio. Relata la historia de Felipe Zipacón, un joven actor de teatro se ve obligado a manejar el negocio de su familia, que se dedica a la exportación de papa y hace parte de una mafia que trafica con dicho producto del campo. Marcela Benjumea recibió una nominación a mejor actriz de reparto en los Premios Macondo en 2016 por su participación en la película.

## Reparto
- Santiago Reyes
- Natalia Durán
- Luis Eduardo Arango
- Marcela Benjumea
- Carmenza Cossio